# ペーモノエー
- ペーモノエー[1]
- ペモノエ[2][3]
- フェモノエ[4]

ペーモノエー（古希: Φημονόη）は、古代ギリシアの女性詩人。アポローンの神託を告げるデルポイのピューティアー（巫女）に、最初になった人物。
格言の「汝自身を知れ」や、韻律のヘクサメトロスの創始者とも言われる。アポローンの娘を自称した。